# Harvest (Film)
Harvest (deutsch Ernte) ist ein US-amerikanischer Dokumentar-Kurzfilm von Carroll Ballard aus dem Jahr 1967, der eine Oscarnominierung erhielt.

## Inhalt

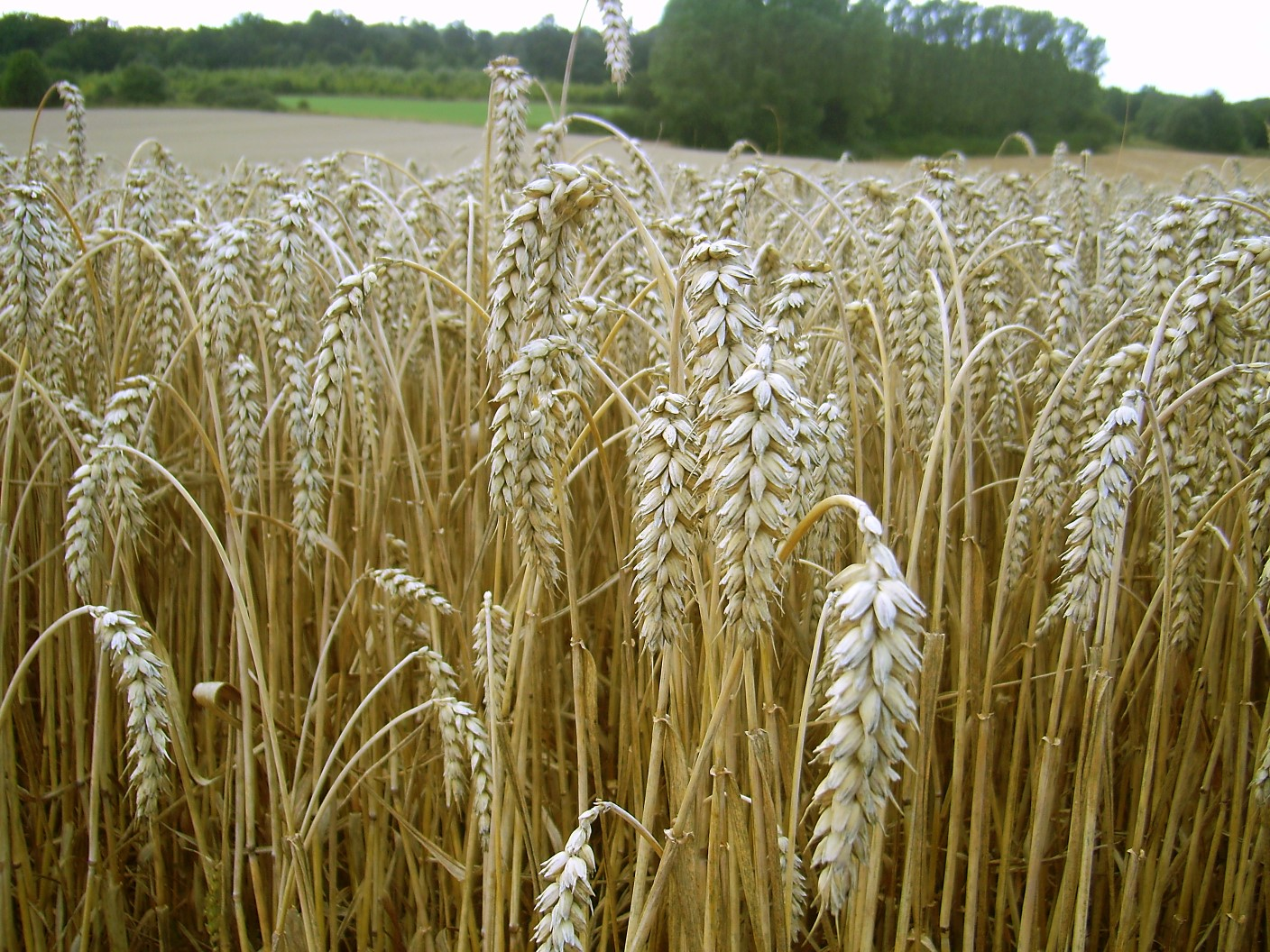
Reife Weizenähren

Der Film beschreibt die Arbeit, die amerikanische Farmer zur Erntezeit verrichten müssen. Als erstes wird eine Farm in Texas besucht, die sich um den ersten Schnitt des Winterweizens kümmern muss, sodann folgt man den saisonalen Arbeitsanforderungen der Farmer von Norden bis hin zur kanadischen Grenze. Gezeigt wird die Vielfalt der Anbau- und Erntetechniken, aber auch, welchen Einfluss das Wetter auf einen Ernteerfolg- oder Misserfolg nehmen kann. Auch der möglichst schnelle Transport zu den verschiedenen Verbrauchern wird nachvollzogen. Hinweise zur universitären Forschung zur Steigerung der Ernteerträge sind ebenfalls Inhalt des Films. Gelobt wird der Einfallsreichtum, der zur Entwicklung verbesserter Maschinen für die Landwirtschaft beigetragen hat, um damit die Arbeit der Farmer zu erleichtern, was zudem dazu beitragen kann, dass die Produktivität des Landes gesteigert wird. Trotz allem bleibt die Arbeit der Menschen der wichtigste Faktor für einen Ernteerfolg.
Ausgeklammert wird auch nicht, wie schön ein Sonnenaufgang am frühen Morgen sein kann. Ein Farmer nach dem anderen tritt aus seinem Haus, während er seinen Hut aufsetzt, und beginnt sein Tagewerk im hellen Sonnenlicht. Es folgen weitere dieser Einstellungen, die einen Kontrast zum harten Arbeitsalltag darstellen.

## Produktionsnotizen
Der Film wurde von der amerikanischen Behörde United States Information Agency, einer Behörde für Öffentlichkeitsarbeit, produziert.

## Auszeichnung
Academy Awards, USA 1968
- Oscarnominierung für Carroll Ballard in der Kategorie „Bester Dokumentarfilm“ mit und für seinen Film Harvest
  - Die Auszeichnung ging jedoch an Pierre Schoendoerffer und seinen Film 2. Kompanie, 1. Zug, Vietnam 1966, der von amerikanischen Soldaten im Vietnamkrieg handelt.